# Municipio de Maravilla Tenejapa
El municipio de Maravilla Tenejapa es uno de los 124 municipios que conforman al estado de Chiapas, México, ubicado en la Región Meseta Comiteca Tojolabal.

## Toponimia
Por acuerdo de sesión de cabildo del Concejo Municipal plural-ampliado de Ocosingo, Chiapas, de fecha 8 de julio de 1998, se aprobó la propuesta del poder Ejecutivo del estado sobre la creación de nuevos municipios. Por tal motivo, el gobernador del estado incluyó en la propuesta de creación de 33 nuevos municipios en Chiapas a Maravilla Tenejapa. Fue de esta manera como el 28 de julio de 1999, mediante decreto promulgado por el gobernador Roberto Albores Guillén, surgió el nuevo municipio libre de Maravilla Tenejapa.

## Historia

### Fundación
El pueblo y municipio de Maravilla Tenejapa tuvo su origen en el municipio de Las Margaritas, Chiapas. Como producto de los acuerdos de San Andrés Larráinzar sobre "Derechos y Cultura Indígena" que firmaron los representantes del gobierno federal y estatal y del EZLN el 16 de febrero de 1996 en el municipio de Larráinzar, se creó en 1999 el municipio libre de Maravilla Tenejapa.

### Principales hechos históricos
- Mediante decreto promulgado por el gobernador Roberto Albores Guillén, surgió en el año de 1999 el nuevo municipio libre de Maravilla Tenejapa.
- Tiene una superficie territorial de 411.32 km², distribuidos en 30 localidades. entre sus principales localidades figuran: el pueblo de Maravilla Tenejapa (cabecera municipal), La Bella Ilusión, Loma Bonita, Niños Héroes, Nuevo Rodolfo Figueroa, Montecristo Río Hondo, Guadalupe Miramar, Santo Domingo Las Palmas, Las Nubes, Flor de Café, La Cañada, Nueva Esperanza, entre otras.
- De acuerdo con el Diario Oficial del Estado de Chiapas, número 299 del 11 de mayo de 2011, la regionalización de la entidad quedó conformada por 15 regiones socioeconómicas, dentro de las cuales el municipio de Maravilla Tenejapa está contenido en la Región XV Meseta Comiteca Tojolabal.

## Información geográfica

### Ubicación
Se ubica en la Región Socioeconómica XV Meseta Comiteca Tojolabal. Limita al norte con Las Margaritas y Ocosingo, al este con Ocosingo, al sur con el departamento guatemalteco de Huehuetenango y al oeste con Las Margaritas. Las coordenadas de la cabecera municipal son: 16°08'21" de latitud norte y 91°17'44" de longitud oeste y se ubica a una altitud de 400 metros sobre el nivel del mar. Con una superficie territorial de 542.89 km² ocupa el 0.73% del territorio estatal.

### Clima
El clima existentes en el municipio es: Cálido húmedo con lluvias abundantes de verano (100%).
En los meses de mayo a octubre, las temperaturas mínimas promedio se distribuyen porcentualmente de la siguiente manera: de 18 a 21 °C (59.04%) y de 21 a 22.5 °C (40.94%). En tanto que las máximas promedio en este periodo son: De 27 a 30 °C (4.05%) y de 30 a 33 °C (95.93%).
Durante los meses de noviembre a abril, las temperaturas mínimas promedio se distribuyen porcentualmente de la siguiente manera: de 12 a 15 °C (3.12%), de 15 a 18 °C (77.62%) y de 18 a 19.5 °C (19.24%). Mientras que las máximas promedio en este mismo periodo son: De 24 a 27 °C (41.66%) y de 27 a 30 °C (58.27%).
En los meses de mayo a octubre, la precipitación media es: de 1700 a 2000 mm (12.97%), de 2000 a 2300 mm (25.76%), de 2300 a 2600 mm (19.6%), y de 2600 a 3000 mm (41.64%). En los meses de noviembre a abril, la precipitación media es: de 400 a 500 mm (18.36%), de 500 a 600 mm (38.13%), de 600 a 700 mm (41.24%) y de 700 a 800 mm (2.24%).

### Vegetación
La cobertura vegetal y el aprovechamiento del suelo en el municipio se distribuye de la siguiente manera: Selva alta perennifolia (43.9%), Pastizal cultivado (26.71%), Selva alta perennifolia (secundaria) (23.17%), Agricultura de temporal (2.85%), Pastizal inducido (2.39%), y Otros (0.98%).

### Edafología
Los tipos de suelos presentes en el municipio son: Leptosol (34.33%), Luvisol (25.03%), Phaeozem (19.31%), Vertisol (8.78%), Cambisol (7.64%), Regosol (3.59%), Fluvisol (0.95%), y N/A (0.36%).

### Geología
Los tipos de roca que conforman la corteza terrestre en el municipio son: Caliza (roca sedimentaria) (64.24%), Lutita-Arenisca (roca sedimentaria) (35.73%) y Cuerpo de agua (0.03%).

### Fisiografía
El municipio se ubica en la región fisiográfica Montañas de Oriente.
La altura del relieve varía entre los 200 m y los 1,000 m sobre el nivel del mar.
Las formas del relieve presentes en el municipio son: Lomerío (51.3%), Sierra alta plegada con cañadas (28.21%), Sierra baja plegada (9.57%), Lomerío (6.21%) y No aplica (4.71%).

### Hidrografía
El municipio se ubica dentro de las subcuencas R. Lacantún, L. Miramar, R. Jataté, R. Euseba, R. San Pedro y R. Caliente que forman parte de la cuenca R. Grijalva - Villahermosa.
Las principales corrientes de agua en el municipio son: Río Azul y Río Euseba.

### Áreas naturales protegidas
El municipio cuenta con una superficie protegida o bajo conservación de 20,148.28 hectáreas, que representa el 37.11% de la superficie municipal y el 0.27% de la superficie estatal.
Las áreas naturales protegidas de administración federal ubicadas en el municipio son: Reserva de la Biósfera Montes Azules (18,651.87 ha), Área Destinada Voluntariamente a la Conservación La Caverna (1,290.82 ha) y Área Destinada Voluntariamente a la Conservación Cerro El Mirador (205.60 ha).

## Localidades
En el censo de 2020 el municipio de Maravilla Tenejapa contaba con 33 localidades.
| Código INEGI      | Localidad                   | Población (2020) |
| ----------------- | --------------------------- | ---------------- |
| 071150001         | Maravilla Tenejapa          | 2 705            |
| 071150043         | Santo Domingo de las Palmas | 1 651            |
| 071150050         | Nueva Sabanilla             | 1 093            |
| Otras localidades | Otras localidades           | 9 265            |
| Total municipal   | Total municipal             | 14 714           |